# Sixto Orosa sr.
Sixto Orosa sr. (Taal, 6 augustus 1891 - 21 april 1981) was een Filipijns arts en auteur.

## Biografie
Sixto Orosa werd geboren op 6 augustus 1891 in Taal in de Filipijnse provincie Batangas. Zijn ouders waren Simplicio Orosa en Juliana Ylagan. Orosa behaalde in 1914 zijn diploma medicijnen aan de University of the Philippines.
Aansluitend werkte hij een jaar als arts bij het Butuan Hospital in Agusan. In 1915 werkte hij een jaar als arts aan het Lanao Public Hospital. Van 1916 tot 1924 werkte hij als leidinggevende arts op en later als hoofd van het nieuw gebouwde Sulu Public Hospital, waar ook zijn vrouw als arts werkzaam was. In het allereerste begin kende het ziekenhuis een moeizame start. Dit veranderde toen Hadji Butu, een prominent muslimleider, enkele weken na de opening werd genezen van dysenterie. In 1924 werd het ziekenhuis door een inspectie werd geroemd als het best bestuurde overheidsziekenhuis van het land. Daarop werd hij door gouverneur-generaal Leonard Wood naar Manilla gehaald. Hij werd er aangesteld als hoofd van de nieuw op te richten divisie voor ziekenhuzen, apotheken en laboratoria van het Bureau of Health. Tevens was hij verantwoordelijk voor de Provincial Hospital Bill, die in oktober 1924 werd aangenomen door het Filipijns parlement. Deze wet zorgde er in de jaren erna voor dat er diverse nieuwe provinciale ziekenhuizen werden opgezet in de Filipijnen. Na twee jaar als divisiehoofd vertrok Orosa sr. weer naar de provincie. Van 1926 tot 1939 was hij hoofd van het Negros Occidental Provincial Hospital. Tijdens de Tweede Wereldoorlog had hij de leiding over het opzetten van noodhospitaals ten behoeve van gewonde burgers.
Orosa sr. was naast zijn werk als arts ook bekend als historisch auteur. Hij schreef onder meer  The Sulu Archipelago and its people (1923), over de Sulu-eilanden en stond daarnaast ook bekend vanwege zijn werk over de Filipijnse nationale held Jose Rizal. Zijn boek Jose Rizal, Man and Hero wordt gebruikt als lesboek op Filipijnse middelbare scholen.
Orosa sr. overleed in 1981 op 89-jarige leeftijd. Hij was getrouwd met dr. Severina Luna-Orosa en kreeg met haar vijf kinderen. Zijn zoon en naamgenoot Sixto Orosa jr. was een bekend bankier en zijn dochter Leonor Orosa-Goquingco was nationaal kunstenaar van de Filipijnen. Dochter Rosalinda Orosa was een bekend kunst- en muziekcriticus.